# Оливейра, Карлуш де
Карлуш де Оливейра (порт. Carlos de Oliveira, 10 августа 1921, Белен, Бразилия — 1 июля 1981, Лиссабон) — португальский поэт и прозаик.

## Биография
Сын португальских эмигрантов (отец — врач), родился в Бразилии, в двухлетнем возрасте был привезен родителями в Португалию. С 1933 семья жила в Коимбре. В 1941 году Карлуш поступил на филологический факультет Коимбрского университета, нашел там близкую творческую среду, подружился с будущим крупным прозаиком Фернанду Наморой и др. Дебютировал книгой стихов Путешествия (1942).  В 1947 окончил университет, в 1948 переселился в Лиссабон, но периодически наезжал в Коимбру.
Помимо стихов и прозы, занимался собиранием португальского фольклора, издал  двухтомник португальских сказок (1957, некоторые из них стали основой для фильмов Жуана Сезара Монтейру).

## Творчество
Автобиографический роман Оливейры «Пчела под дождем» (1953) — одно из наиболее известных произведений португальской литературы XX в., он переведен на несколько языков, экранизирован (1971), его изучают в старших классах португальских школ.

## Произведения

### Поэзия
- Путешествия/ Turismo (1942)
- Бедная мать/ Mãe Pobre (1945)
- Исчезнувшее поле/ Colheita Perdida (1948)
- Спуск в ад/ Descida aos Infernos (1949)
- Земная гармония/ Terra de Harmonia (1950)
- Кантата/ Cantata (1960)
- Микропейзаж/ Micropaisagem (1968)
- На левом боку, на стороне сердца/ Sobre o Lado Esquerdo, o Lado do Coração (1968)
- Раздвоенная память/ Entre Duas Memórias (1971)
- Пастораль/Pastoral (1977)

### Романы
- Дом в дюнах/ Casa na Duna (1943)
- Волк/ Alcateia (1944)
- На дне/ Pequenos Burgueses (1948)
- Пчела под дождем/ Uma Abelha na Chuva (1953)
- Край земли/ Finisterra: paisagem e povoamento (1978, премия г. Лиссабон)

## Публикации на русском языке
- [Стихотворения]/ Перевод Б.Дубина// Из  современной  португальской  поэзии.  М.:  Прогресс, 1980